# Monti Cimini
Die Monti Cimini sind ein Mittelgebirge vulkanischen Ursprungs in der Provinz Viterbo. Der Monte Cimino ist der höchste Berg (Höhe 1053 m). Ebenfalls zu den Monti Cimini gehören der Monte Fogliano (963 m), Poggio Nibbio (896 m) und Monte Venere (851 m). Die Berge umgeben den Vicosee.